# 当たるんです
当たるんですは、当たるんです株式会社によるオートレースをロトくじ感覚で楽しめる重勝式投票券（オートレースの後半4レースを全て的中させる投票券）のインターネット投票サービスである。
運営会社である、当たるんです株式会社についても記述する。

## 概要
経済産業省が所管する小型自動車競走法に基づき、山陽オートレース場の管理施行者でもある山口県山陽小野田市が主催している。
当たるんです株式会社は、山陽小野田市より当たるんですの運用・管理を委託されている。当たるんですの売上は、当選者への当選金の支払いや、公式サイト及び関連システムの運営に関わる必要経費を差し引き、地方財政への貢献、機械工業の振興、社会福祉の増進に活用されている。

## 仕組み
当たるんですは会員登録から購入、当選金の受領まで、全てインターネット上で完結するサービスである。その日開催されているオートレースのうち、当たるんです4・当たるんです3・当たるんです2それぞれで1場が対象となる。いずれも単勝が対象である。
対象レースは、当たるんです4は最終レースから4レースの1日1回、当たるんです3、当たるんです2は、第1レースから3レースまたは2レースずつの組で1日に複数回実施される。
購入予約を実施し、その全通り分にあたる投票口数が揃った時（例えば当たるんです4で8車立て開催の場合は8×8×8×8＝4,096通りの予約が入った時）、その1着着番を抽選番号としたロトくじを、ランダムで全通り分を配布している。各開催組で溢れた口数は購入とはならず、全通り分の投票が入らなかった場合は中止となる。
配布した抽選番号と対象レースの1着が全て一致した場合当選となり、当選者に払戻金が支払われる。当たるんです4に限り、3つ的中して1レースだけ不的中だった場合はニアピン賞として500円分のチャージ金が戻される。
コンピュータがランダムで選んだ抽選番号を発行し、買い目が発行されてからのキャンセルもできないので、オートレースやロトくじの知識は一切必要がない。払戻金も欠車・同着のない限り固定額となる。

## 歴史
- 2016年12月14日 - 「当たるんです」の発売開始[3]。
- 2016年12月14日 - 「当たるんですミニ」の抽選が初めて開催される。
- 2017年4月29日 – 当たるんです登録者が1万人を突破した。
- 2017年11月1日 -日本写真判定株式会社（現:株式会社JPF）の100％子会社となる「当たるんです株式会社」を設立。
- 2018年3月10日 -「当たるんですメガ」の抽選が初めて開催される。
- 2018年12月27日 - 当たるんです登録者が94,000人を突破した[4]。
- 2019年4月26日 – 全レースが7車立ての抽選が初開催され、「当たるんですミニ」が18セット成立。
- 2019年9月5日 - WEBサイト「DMM.com」にて、当たるんです（DMM百万長者）の取扱開始[5]。
- 2020年3月30日 - WEBサイト「当たるんです」のキャンペーンサイトとして、「FLASHくじ powered by当たるんです」を開設[6]。
- 2020年5月20日 - 当たるんです登録者30万人を突破した。
- 2020年6月29日 - WEBサイト「チャリロト.com」にて、当たるんですの取扱開始[7]。
- 2020年8月20日 - 全レースが6車立ての抽選が初開催され、「当たるんですミ二」が93セット成立。
- 2021年4月1日 - 「当たるんです」の公式オウンドメディア「当たるんですMAGAZINE」を設立[8]。
- 2022年4月28日 - 「当たるんです」の当選者数が累計1万人を突破した[9]。
- 2022年5月24日 - 「当たるんです」の資金チャージ手段に「PayPay」が導入される[10]。
- 2022年6月1日 - 「当たるんです」の公式アンバサダーに芦村幸香が就任する。[11]。
- 2023年1月21日 - 「当たるんです2」「当たるんです3」の販売を開始。「当たるんですメガ」「当たるんですギガ」の販売を終了。
- 2023年2月28日 - 「DMM百万長者」の取り扱いを終了。
- 2023年7月18日 -  「当たるんです」の公式アプリを大幅リニューアル。アプリ内のバーチャル演出の企画協力は京楽産業.[12]
- 2023年8月11日 - NON STYLEの 井上裕介 (お笑い芸人)がMCの「当たるんです」実践バラエティ番組「これができたら当たるんです」をYouTubeで公開開始[13]。
- 2025年4月29日 - YouTuberのヒカルが自身のYouTuberチャンネルにおいて、「当たるんです」とコラボする旨の動画を公開[14]。

## 当たるんですの販売方法
当たるんですの販売はパソコン・スマートフォンから、インターネットを経由して行われる。。
当たるんですを購入するには、会員登録が必要である。公営競技のオートレースを対象とした車券であることから、会員登録時に公的書類の提出が必須となる。
購入資金のチャージはクレジットカード（VISA、Mastercard）、ネット銀行（PayPay銀行、楽天銀行、住信SBIネット銀行）、ゆうちょ銀行、都市銀行（三井住友銀行、みずほ銀行、三菱UFJ銀行、りそな銀行、埼玉りそな銀行）、地方銀行、Pay-easy（ATM決済）、コンビニ決済（ローソン、ミニストップ、セイコーマート、デイリーヤマザキ、スリーエフ、ファミリーマート）、PayPayなどの手段がある。

## 当たるんですの種類
当たるんです4は、連続する4競走における1着の車番を的中させる「四重勝単勝式車券」である。同様に当たるんです3は「三重勝単勝式車券」、当たるんです2は「二重勝単勝式車券」となる。
最大の8車立ての場合、当たるんです4の組み合わせは4096通りとなるが、4096口の購入が入った時点で1組の投票が成立となり、それぞれの申し込み口に別々の番号が記載された車券が発券される。
従って、必ず誰かが的中する仕組みのため、キャリーオーバー制度は設けられていない。なお、各当たるんですの配当は販売価格によって異なる。
なお2023年4月より、同日に複数のオートレース場で開催がある場合、「当たるんです4」と「当たるんです3」「当たるんです2」を別々のオートレース場に振り分けて販売することがある。
当たるんです4（旧称：当たるんですミニ）
販売価格：1口500円、最大当せん金：1,433,600円　1オートレース場の最終レースから数えて4レースを対象に発売（1日1ラウンド） 6車立て以上の開催で発売。
「当たるんです4」に限り、4つの車番のうち3つが的中した場合に「ニアピン賞」として500円相当のチャージが得られる。ただし、ニアピン賞を獲得して7日以内に受け取らなかった場合、また受取日から90日間使用しなかった場合は無効となる。
当たるんです3
販売価格：1口1,000円、最大当せん金：358,400円　1オートレース場の最終レースから3レースごとに、1日最大4ラウンド分発売。 7車立て以上の開催で発売。
当たるんです2
販売価格：1口2,000円、最大当せん金：89,600円　1オートレース場の最終レースから2レースごとに、1日最大6ラウンド分発売。 8車立ての開催のみ発売。
※最大当せん金は、8車立てレースで同着なしの場合。

### 販売を終了した車券
発売方法は「当たるんです4」と同じ（最大4096口）。
当たるんですメガ
販売価格：1口3,500円、最大当せん金：10,035,200円
当たるんですギガ
販売価格：1口35,000円、最大当せん金：100,352,000円 （設定されたものの、一度も販売口数が揃わず販売終了となった）

## 発売対象のオートレース場
2016年12月14日のサービスリリース時より、全てのオートレース場が発売対象となっている。
- 川口オートレース場
- 伊勢崎オートレース場
- 山陽オートレース場
- 浜松オートレース場
- 飯塚オートレース場

## 運営会社
2016年12月14日 - 日本写真判定株式会社（現:株式会社JPF）が「当たるんです」の発売開始。
2017年11月1日 - 日本写真判定株式会社（現:株式会社JPF）が「当たるんです」事業を分社化し、「当たるんです株式会社」を設立。